# Ophiacantha longispina
Ophiacantha longispina är en ormstjärneart som beskrevs av Sabine Stöhr och Segonzac 2005.
Ophiacantha longispina ingår i släktet Ophiacantha och familjen knotterormstjärnor. Inga underarter finns listade i Catalogue of Life.